# Pavona frondifera
Pavona frondifera е вид корал от семейство Agariciidae. Възникнал е преди около 0,0117 млн. години по времето на периода кватернер. Видът не е застрашен от изчезване.

## Разпространение и местообитание
Разпространен е в Австралия, Американска Самоа, Бахрейн, Британска индоокеанска територия, Виетнам, Гваделупа, Гуам, Джибути, Египет, Еритрея, Йемен, Израел, Индия, Индонезия, Йордания, Ирак, Иран, Камбоджа, Катар, Кения, Кирибати, Кокосови острови, Коморски острови, Коста Рика, Кувейт, Мавриций, Мадагаскар, Майот, Малайзия, Малдиви, Малки далечни острови на САЩ, Мексико, Микронезия, Мозамбик, Никарагуа, Ниуе, Обединени арабски емирства, Оман, Остров Рождество, Острови Кук, Пакистан, Палау, Панама, Папуа Нова Гвинея, Провинции в КНР, Реюнион, Салвадор, Самоа, Саудитска Арабия, Северни Мариански острови, Сейшели, Сингапур, Соломонови острови, Сомалия, Судан, Тайван, Тайланд, Танзания, Токелау, Тонга, Тувалу, Уолис и Футуна, Фиджи, Филипини, Френска Полинезия, Хондурас и Япония.
Обитава океани, морета, заливи и рифове в райони с тропически климат. Среща се на дълбочина от 1 до 12 m, при температура на водата от 28,5 до 28,6 °C и соленост 33,1 – 33,2 ‰.